# Озерський Олександр Дмитрович
Олекса́ндр Дми́трович Озе́рський (21 вересня 1813, Чернігів — 1 жовтня 1880, Санкт-Петербург) — російський державний і військовий діяч, томський губернатор, генерал-лейтенант, гірничий інженер.

## Біографія
Народився 9 (21) вересня 1813 року у місті Чернігові. Походив із дворян Чернігівської губернії — син колезького радника Дмитра Микитовича Озерського (Єзерського) та Варвари Олександрівни, уродженої Назимової; племінник декабриста М. Назимова.
У 1831 році закінчив Гірський кадетський корпус і був залишений при корпусі, посівши місце репетитора хімії при академіку Гессе, а потім йому доручено було читати лекції з російської та іноземної гірничої статистики та мінералогії. За свідченням А. Лоранського, Озерський, володіючи багатьма іноземними мовами, даром слова та рідкісною пам'яттю, умів робити свої лекції особливо цікавими і навіть захоплювати слухачів. Лоранський зазначав також, що гірська статистика Росії та іноземних держав «ніким була читана настільки докладно, як Озерським, що складені їм (з 1840 по 1855 рр.) великі записки цього курсу представляють досконалу енциклопедію і, укладаючи масу даних про становище гірничої справи у Росії, є дуже цінним матеріалом вивчення його». Озерський займався також перекладами наукових творів: переклав твір Берцеліуса «Аналітична хімія», а потім, почавши читати лекції з мінералогії та статистики, переклав ряд творів, що стосуються цих предметів — серед них найбільш чільне місце зайняв переклад твору Мурчисона «Геологічний опис Європейської хребта Уральського».
Коли в 1844 році в Санкт-Петербурзькому університеті звільнилася кафедра з мінералогії (після гірничого інженера генерал-майора Соколова), то рада університету вибрала і представила його до обіймання посади професора, але через те, що Озерський не мав наукового ступеня міністр народної освіти не затвердив цього уявлення.
У 1849—1851 роках був інспектором Інституту Корпусу гірських інженерів, потім продовжував залишатися при інституті як професор мінералогії та статистики.
У 1857 році Озерський став генерал-майором і був призначений головним начальником Алтайських Коливано-Воскресенських заводів та цивільним губернатором Томської губернії. Брав участь у підготовці та проведенні реформи 1861 на Алтаї (звільнення приписних селян), займаючи консервативні позиції. При Озерському в Томську було відкрито духовну семінарію (21.09.1858) та Маріїнську жіночу гімназію (1.09.1863). На його наполягання наприкінці 1861 року у Томській губернській чоловічої гімназії було запроваджено уроки природознавства. Крім того, він доручив розробити для гімназистів курс лекцій з будівельного мистецтва та цивільної архітектури. З ініціативи Озерського 26 грудня 1863 року у Томську було відкрито Благородні (Громадські) збори.
У зв'язку з поділом посад начальника Алтайського гірського округу та томського губернатора, 5 січня 1864 року його звільнили зі своїх постів. Повернувшись до Санкт-Петербурга, був призначений членом Гірського вченого комітету, здійснений у генерал-лейтенанти. Завідував гірською частиною Кабінету імператора.
Перебував членом низки вчених товариств[уточнити] .
Автор статей у «Гірському журналі», «Записках мінералогічного суспільства» та інших.
Помер 19 вересня (19 вересня (1 жовтня) 1880 року в Санкт-Петербурзі, похований на Митрофаніївському православному цвинтарі поруч із дружиною.

## Відгуки сучасників
|  | Озерский был настоящим учёным, но, при старом режиме и русские учёные были заражены генеральской важностью… Ни юрист, ни политэконом, он держится самых отсталых идей русского законодательства и питает скромное желание держать губернию в страхе и рад собой… Г. Н. Потанин |